# Hackett (entreprise)
Pour les articles homonymes, voir Hackett.
Hackett, officiellement Hackett Limited et dit Hackett London, est une entreprise et marque de vêtement britannique.
Fondée par Jeremy Hackett (en) et Ashley Lloyd-Jennings en 1979, depuis 2009, il s'agit d'une filiale du M1 Group.

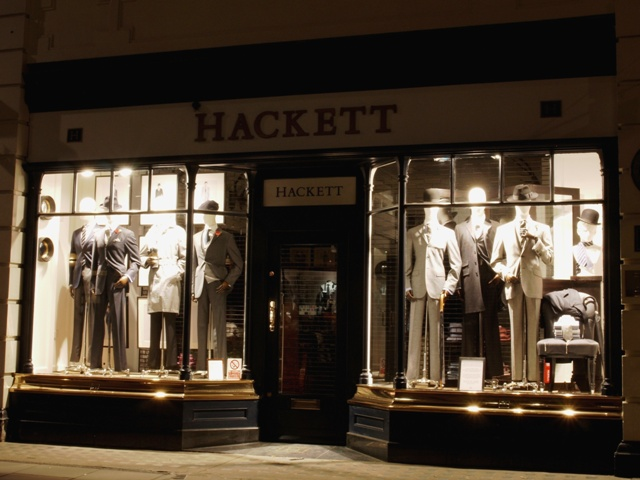
Magasin Hackett à Jermyn Street.